# Vodeni list
Vodeni list (hidrofilum, lat. Hydrophyllum), biljni rod od devet vrsta trajnica nekada klasificiran samostalnoj porodici struškovki, koja se danas vodi kao potporodica porodice boražinovki. Rod je rasprostranjen po Sjevernoj Americi.

## Vrste
1. Hydrophyllum alpestre A.Nelson & P.B.Kenn.
2. Hydrophyllum appendiculatum Michx.
3. Hydrophyllum brownei Kral & V.M.Bates
4. Hydrophyllum canadense L.
5. Hydrophyllum capitatum Douglas ex Benth.
6. Hydrophyllum fendleri (A.Gray) A.Heller
7. Hydrophyllum macrophyllum Nutt.
8. Hydrophyllum occidentale (S.Watson) A.Gray
9. Hydrophyllum tenuipes A.Heller
10. Hydrophyllum virginianum L.